# Tony Cavazo
Tony Cavazo (Città del Messico, 2 novembre 1954) è un bassista heavy metal messicano naturalizzato statunitense noto per la sua militanza nelle band Hurricane e Quiet Riot.

## Biografia
Tony formò la sua prima band assieme a suo fratello Carlos, chiamata "Speed of Light". Egli col fratello si spostarono poi a Los Angeles nella band "Snow", che realizzò una demo. Insieme a suo fratello, entrò a far parte dei riformati Quiet Riot, nel 1981.  
DuBrow in quell'anno incontrò a Los Angeles, il batterista Frankie Banali, il chitarrista Carlos Cavazo, e il fratello Tony al basso.
La band iniziò a lavorare per il nuovo materiale ma senza trovare sbocchi per un contratto discografico, fino a quando nel marzo 1982, il noto chitarrista Randy Rhoads (ex-Quiet Riot), muore in un incidente aereo durante un tour con Ozzy Osbourne. Rudy Sarzo, anch'egli membro della band di Ozzy, e anch'egli ex membro dei Quiet Riot, decide di ritornare a Los Angeles e reincontra DuBrow che lo inviterà nella sua band, ed il progetto tornerà a prendere il nome di Quiet Riot. Sarzo sostituì quindi Tony Cavazo, mentre il fratello Carlos rimarrà nella band.
Tony, assieme a DuBrow, Banali e C. Cavazo scrisse inoltre il noto brano dei Quiet Riot "Bang your Head (Metal Health)" che apparirà nel primo album della nuova formazione, "Metal Health" (1983), disco che otterrà un enorme successo, rivelandosi il più noto della band di Los Angeles.
Nel 1985, Tony formerà gli Hurricane, un'altra glam metal band assieme a Kelly Hansen (voce), Jay Schellen (batteria) e Robert Sarzo (chitarra), fratello del bassista dei Quiet Riot Rudy Sarzo.
Cavazo rimarrà nella band fino allo scioglimento nel 1991. Quando la band si riformò nel 2000 egli non aderì al progetto.

## Discografia

### Con gli Hurricane
- Take What You Want (1985)
- Over the Edge (1988)
- Slave to the Thrill (1990)